# 272 Антонія
272 Антонія (272 Antonia) — астероїд головного поясу, відкритий 4 лютого 1888 року Огюстом Шарлуа у Ніцці.